# فلیکس لوخ
فلیکس لوخ (آلمانی: Felix Loch؛ زادهٔ ۲۴ ژوئیهٔ ۱۹۸۹) لژسوار اهل آلمان است.
وی همچنین برندهٔ جوایزی همچون برگ بوی نقره‌ای شده‌است.
وی در مسابقات کشوری و بین‌المللی در مجموع برندهٔ ۲۵ مدال طلا، ۶ مدال نقره، ۳ مدال برنز شده‌است.